# Primera Ronda Eliminatoria a la Eurocopa Sub-17 2004
La Primera Ronda Eliminatoria a la Eurocopa Sub-17 2004 contó con la participación de 48 selecciones infantiles de Europa, las cuales participaron para definir a 25 clasificados a la Segunda Ronda Eliminatoria a la Eurocopa Sub-17 2004, a la cual avanzaron directamente España, Inglaterra y Polonia.

## Grupo 1
Los partidos se jugaron en Eslovenia del 16 al 20 de octubre.
| País      | J | G | E | P | GF | GC | Pts |
| --------- | - | - | - | - | -- | -- | --- |
| Portugal  | 3 | 2 | 1 | 0 | 6  | 1  | 7   |
| Alemania  | 3 | 2 | 0 | 1 | 4  | 2  | 6   |
| Eslovenia | 3 | 0 | 2 | 1 | 2  | 5  | 2   |
| Suecia    | 3 | 0 | 1 | 2 | 1  | 5  | 1   |

| Equipo 1  | Resultado | Equipo 2  |
| --------- | --------- | --------- |
| Alemania  | 1-0       | Suecia    |
| Portugal  | 1-1       | Eslovenia |
| Suecia    | 0-3       | Portugal  |
| Alemania  | 3-0       | Eslovenia |
| Eslovenia | 1-1       | Suecia    |
| Portugal  | 2-0       | Alemania  |

## Grupo 2
Los partidos se jugaron en Finland del 16 al 20 de septiembre.
| País              | J | G | E | P | GF | GC | Pts |
| ----------------- | - | - | - | - | -- | -- | --- |
| Finlandia         | 3 | 3 | 0 | 0 | 9  | 2  | 9   |
| Irlanda del Norte | 3 | 1 | 1 | 1 | 6  | 7  | 4   |
| Croacia           | 3 | 1 | 1 | 1 | 3  | 4  | 4   |
| Malta             | 3 | 0 | 0 | 3 | 1  | 6  | 0   |

| Equipo 1          | Resultado | Equipo 2          |
| ----------------- | --------- | ----------------- |
| Croacia           | 2-2       | Irlanda del Norte |
| Finlandia         | 3-0       | Malta             |
| Irlanda del Norte | 2-4       | Finlandia         |
| Malta             | 0-1       | Croacia           |
| Croacia           | 0-2       | Finlandia         |
| Malta             | 1-2       | Irlanda del Norte |

## Grupo 3
Los partidos se jugaron en Hungría del 2 al 6 de octubre.
| País       | J | G | E | P | GF | GC | Pts |
| ---------- | - | - | - | - | -- | -- | --- |
| Escocia    | 3 | 3 | 0 | 0 | 12 | 0  | 9   |
| Noruega    | 3 | 1 | 1 | 1 | 10 | 4  | 4   |
| Hungría    | 3 | 1 | 1 | 1 | 6  | 3  | 4   |
| San Marino | 3 | 0 | 0 | 3 | 0  | 21 | 0   |

| Equipo 1   | Resultado | Equipo 2   |
| ---------- | --------- | ---------- |
| Escocia    | 2-0       | Noruega    |
| San Marino | 0-4       | Hungría    |
| Escocia    | 9-0       | San Marino |
| Noruega    | 2-2       | Hungría    |
| Hungría    | 0-1       | Escocia    |
| San Marino | 0-8       | Noruega    |

## Grupo 4
Los partidos se jugaron en Luxemburgo del 21 al 25 de septiembre.
| País       | J | G | E | P | GF | GC | Pts |
| ---------- | - | - | - | - | -- | -- | --- |
| Italia     | 3 | 2 | 1 | 0 | 9  | 2  | 7   |
| Israel     | 3 | 2 | 0 | 1 | 10 | 2  | 6   |
| Luxemburgo | 3 | 1 | 0 | 2 | 2  | 9  | 3   |
| Macedonia  | 3 | 0 | 1 | 2 | 3  | 11 | 1   |

| Equipo 1   | Resultado | Equipo 2   |
| ---------- | --------- | ---------- |
| Israel     | 3-0       | Luxemburgo |
| Italia     | 2-2       | Macedonia  |
| Macedonia  | 0-7       | Israel     |
| Luxemburgo | 0-5       | Italia     |
| Italia     | 2-0       | Israel     |
| Macedonia  | 1-2       | Luxemburgo |

## Grupo 5
Los partidos se jugaron en Rumania del 24 al 28 de octubre.
| País      | J | G | E | P | GF | GC | Pts |
| --------- | - | - | - | - | -- | -- | --- |
| Dinamarca | 3 | 3 | 0 | 0 | 11 | 2  | 9   |
| Rumania   | 3 | 2 | 0 | 1 | 6  | 1  | 6   |
| Andorra   | 3 | 0 | 1 | 2 | 0  | 6  | 1   |
| Chipre    | 3 | 0 | 1 | 2 | 2  | 10 | 1   |

| Equipo 1  | Resultado | Equipo 2  |
| --------- | --------- | --------- |
| Dinamarca | 6-2       | Chipre    |
| Andorra   | 0-2       | Rumania   |
| Dinamarca | 4-0       | Andorra   |
| Chipre    | 0-4       | Rumania   |
| Rumania   | 0-1       | Dinamarca |
| Andorra   | 0-0       | Chipre    |

## Grupo 6
Los partidos se jugaron en Bélgica del 18 al 22 de octubre.
| País                 | J | G | E | P | GF | GC | Pts |
| -------------------- | - | - | - | - | -- | -- | --- |
| Bélgica              | 3 | 3 | 0 | 0 | 13 | 2  | 9   |
| República Checa      | 3 | 2 | 0 | 1 | 11 | 4  | 6   |
| Bosnia y Herzegovina | 3 | 1 | 0 | 2 | 6  | 8  | 3   |
| Liechtenstein        | 3 | 0 | 0 | 3 | 1  | 17 | 0   |

| Equipo 1             | Resultado | Equipo 2             |
| -------------------- | --------- | -------------------- |
| Bélgica              | 3-1       | Bosnia y Herzegovina |
| República Checa      | 5-1       | Liechtenstein        |
| Liechtenstein        | 0-8       | Bélgica              |
| Bosnia y Herzegovina | 1-5       | República Checa      |
| República Checa      | 1-2       | Bélgica              |
| Liechtenstein        | 0-4       | Bosnia y Herzegovina |

## Grupo 7
Los partidos se jugaron en Bulgaria del 20 al 24 de octubre.
| País                | J | G | E | P | GF | GC | Pts |
| ------------------- | - | - | - | - | -- | -- | --- |
| Armenia             | 3 | 2 | 0 | 1 | 7  | 3  | 6   |
| Serbia y Montenegro | 3 | 1 | 2 | 0 | 5  | 4  | 5   |
| Países Bajos        | 3 | 1 | 1 | 1 | 3  | 3  | 4   |
| Bulgaria            | 3 | 0 | 1 | 2 | 3  | 8  | 1   |

| Equipo 1            | Resultado | Equipo 2            |
| ------------------- | --------- | ------------------- |
| Serbia y Montenegro | 2-1       | Armenia             |
| Países Bajos        | 2-0       | Bulgaria            |
| Bulgaria            | 2-2       | Serbia y Montenegro |
| Armenia             | 2-0       | Países Bajos        |
| Países Bajos        | 1-1       | Serbia y Montenegro |
| Bulgaria            | 1-4       | Armenia             |

## Grupo 8
Los partidos se jugaron en Eslovaquia del 7 al 11 de octubre.
| País        | J | G | E | P | GF | GC | Pts |
| ----------- | - | - | - | - | -- | -- | --- |
| Grecia      | 3 | 2 | 1 | 0 | 5  | 1  | 7   |
| Eslovaquia  | 3 | 2 | 0 | 1 | 11 | 2  | 6   |
| Letonia     | 3 | 1 | 1 | 1 | 9  | 6  | 4   |
| Islas Feroe | 3 | 0 | 0 | 3 | 1  | 17 | 0   |

| Equipo 1    | Resultado | Equipo 2    |
| ----------- | --------- | ----------- |
| Grecia      | 1-1       | Letonia     |
| Eslovaquia  | 7-0       | Islas Feroe |
| Islas Feroe | 0-3       | Grecia      |
| Letonia     | 1-4       | Eslovaquia  |
| Eslovaquia  | 0-1       | Grecia      |
| Islas Feroe | 1-7       | Letonia     |

## Grupo 9
Los partidos se jugaron en Suiza del 21 al 25 de octubre.
| País        | J | G | E | P | GF | GC | Pts |
| ----------- | - | - | - | - | -- | -- | --- |
| Austria     | 3 | 2 | 1 | 0 | 5  | 3  | 7   |
| Bielorrusia | 3 | 1 | 1 | 1 | 2  | 2  | 4   |
| Suiza       | 3 | 1 | 0 | 2 | 3  | 3  | 3   |
| Irlanda     | 3 | 1 | 0 | 2 | 2  | 4  | 3   |

| Equipo 1    | Resultado | Equipo 2    |
| ----------- | --------- | ----------- |
| Irlanda     | 1-2       | Austria     |
| Suiza       | 0-1       | Bielorrusia |
| Bielorrusia | 0-1       | Irlanda     |
| Austria     | 2-1       | Suiza       |
| Suiza       | 2-0       | Irlanda     |
| Bielorrusia | 1-1       | Austria     |

## Grupo 10
Los partidos se jugaron en Lituania del 24 al 28 de septiembre.
| País     | J | G | E | P | GF | GC | Pts |
| -------- | - | - | - | - | -- | -- | --- |
| Rusia    | 3 | 2 | 1 | 0 | 9  | 0  | 7   |
| Islandia | 3 | 2 | 1 | 0 | 8  | 2  | 7   |
| Lituania | 3 | 1 | 0 | 2 | 4  | 12 | 3   |
| Albania  | 3 | 0 | 0 | 3 | 3  | 10 | 0   |

| Equipo 1 | Resultado | Equipo 2 |
| -------- | --------- | -------- |
| Rusia    | 5-0       | Lituania |
| Islandia | 3-1       | Albania  |
| Albania  | 0-4       | Rusia    |
| Lituania | 1-5       | Islandia |
| Albania  | 2-3       | Lituania |
| Islandia | 0-0       | Rusia    |

## Grupo 11
Los partidos se jugaron en Turquía del 4 al 8 de noviembre.
| País       | J | G | E | P | GF | GC | Pts |
| ---------- | - | - | - | - | -- | -- | --- |
| Turquía    | 3 | 2 | 1 | 0 | 7  | 1  | 7   |
| Gales      | 3 | 2 | 1 | 0 | 7  | 1  | 7   |
| Azerbaiyán | 3 | 1 | 0 | 2 | 2  | 6  | 3   |
| Georgia    | 3 | 0 | 0 | 3 | 1  | 9  | 0   |

| Equipo 1   | Resultado | Equipo 2   |
| ---------- | --------- | ---------- |
| Georgia    | 0-2       | Gales      |
| Turquía    | 1-0       | Azerbaiyán |
| Azerbaiyán | 2-1       | Georgia    |
| Gales      | 1-1       | Turquía    |
| Turquía    | 5-0       | Georgia    |
| Azerbaiyán | 0-4       | Gales      |

## Grupo 12
Los partidos se jugaron en Estonia del 17 al 21 de septiembre.
| País       | J | G | E | P | GF | GC | Pts |
| ---------- | - | - | - | - | -- | -- | --- |
| Ucrania    | 3 | 3 | 0 | 0 | 11 | 2  | 9   |
| Moldavia   | 3 | 2 | 0 | 1 | 7  | 6  | 6   |
| Kazajistán | 3 | 1 | 0 | 2 | 6  | 11 | 3   |
| Estonia    | 3 | 0 | 0 | 3 | 1  | 6  | 0   |

| Equipo 1   | Resultado | Equipo 2   |
| ---------- | --------- | ---------- |
| Ucrania    | 2-0       | Estonia    |
| Moldavia   | 4-3       | Kazajistán |
| Kazajistán | 1-6       | Ucrania    |
| Estonia    | 0-2       | Moldavia   |
| Moldavia   | 1-3       | Ucrania    |
| Estonia    | 1-2       | Kazajistán |